# 威廉·丹佛
威廉·丹佛（英語： 1933年11月27日—，出生于美国肯塔基州的路易維爾）是一个美国考古学家與舊約聖經的學者，专长于圣经时代（聖經中發生的年代）古以色列和古代近东历史。1975年至2002年间，曾担任美国亚利桑那大学的近东考古和人类学教授。 他亦是萊康明大學近東考古學的名譽教授。

## 教育背景
- 1955年，獲得密里根大學（英语：Milligan University）的文學學士學位。
- 1959年，獲得巴特勒大學文學碩士學位與基督教神學院（英语：Christian Theological Seminary）神學學士學位。
- 1966年，獲得哈佛大學博士學位。

## 学术生涯
退休后，丹佛经常在圣经历史性相關的问题上發表論述，也常批判否定圣经历史价值的學者。但丹佛也不是聖經直譯主義的支持者，他曾写道：
我并不把圣经当做圣典来读…… 我实际上甚至不是有神论者。我一直以来的观点（特别是在我最近写的几本书中），首先圣经的叙述確實是「故事」，其经常是虚构的並帶有宣傳性質，但这些故事常包含可靠的历史訊息。

現今的考古学必须能夠挑战和证实圣经叙事。圣经里的描寫的某些事确实发生了，而某些則無。关于亚伯拉罕、摩西、约书亚和所罗门的敘述可能反应了一些對於人與地域的历史记忆，但圣经「超群不凡」的印象是不現實並與考古证据相矛盾。

## 出版书籍
- Dever, William G. (2001), What Did the Biblical Writers Know and When Did They Know It? What Archaeology Can Tell Us about the Reality of Ancient Israel, Eerdmans ISBN 0-8028-4794-3
- Dever, William G. (2003), Who Were the Early Israelites and Where Did They Come from?, Eerdmans ISBN 0-8028-0975-8
- Dever, William G. (2005), Did God Have a Wife?: Archaeology and Folk Religion in Ancient Israel, Eerdmans ISBN 0-8028-2852-3
- Dever, William G. (2012), The Lives of Ordinary People in Ancient Israel: Where Archaeology and the Bible Intersect, Eerdmans ISBN 978-0-8028-6701-8